# Молчанова Тетяна Олегівна
Молчанова (Бондаренко) Тетяна Олегівна (нар. 3 квітня 1956, Стрий Львівської області, померла 8 травня 2024 року, Львів) — українська піаністка, концертмейстер, викладач, музикознавець, теоретик концертмейстерства. Професор (2001). Доктор мистецтвознавства (2016, «Мистецтво піаніста-концертмейстера: історичний і методологічний дискурс-аналіз»). Завідувач кафедри концертмейстерства Львівської національної музичної академії ім. М.Лисенка (з 2017 року). Член спеціалізованої вченої ради К 35.869.01 зі спеціальності: 17.00.03 — музичне мистецтво. Член Науково-методичної ради Львівської національної музичної академії ім. М.Лисенка.

## Життєпис
Закінчила Стрийську музичну школу по класу фортепіано О. Новицької (молодші класи) та Д. Каленюк (старші класи) [1970]; Дрогобицьке музичне училище (тепер — ім. В. Барвінського, 1974, клас фортепіано Є. Косинської); Львівську державну консерваторію ім. М. Лисенка (тепер — Львівська національна музична академія ім. М. Лисенка [ЛНМА], 1980 [клас фортепіано Н. Грамотєєвої, клас концертмейстерства М. Логойди, клас камерного ансамблю Л. Оніщенко]), асистентуру-стажування при кафедрі концертмейстерства Київської державної консерваторії ім. П. Чайковського (тепер — Національна музична академія України, 1986 [клас Р. Голубєвої]). Працює на кафедрі концертмейстерства Львівської національної музичної академії ім. М. Лисенка з 1986 року. Її клас закінчило понад 110 випускників, серед яких — дипломанти Міжнародних і Всеукраїнських конкурсів у номінації «кращий концертмейстер», магістранти, асистенти-стажисти, здобувачі.
Сталий член журі Міжнародного конкурсу юних концертмейстерів «Амадей»  (з 2009 року). Голова журі П’ятого Всеукраїнського онлайн–конкурсу юних музикантів «Франкове підгір’я» у номінації  «акомпанування солістам» (2020). Член журі II International  Remote Online Competition of  Young Pianists  «LVIV. KAWAI.UA. Christmas» (2021). Активно підтримує зв'язки з кафедрою  музики Університету ім. Я. Длугоша  (Ченстохова, Польща), де проводить майстер-класи, читає лекції. 

## Доробок
Автор першого в Україні навчального посібника  «Мистецтво піаніста-концертмейстера» (2001,  2-ге вид., перер.,  доп., 2007), монографій, енциклопедій, енциклопедичного довідника, понад 100 статей у наукових збірках і часописах України, Білорусі, Вірменії, Грузії, Молдови, Польщі, Росії. Сфера наукових інтересів — мистецтво піаніста-концертмейстера у контексті історико-культурних процесів і принципів практичного функціонування цього різновиду діяльності.
Автор творчого проекту «Маловідомі жінки-композитори» (з 2011 року). Засновник музичного фестивалю "Мистецтво піаніста-концертмейстера"(з 2018 року, у 2020 - міжнародний).

### Основні праці
1. Молчанова Т. О. Мистецтво піаніста-концертмейстера: навч. посібник. Львів: Аз-Арт,  2001. 216 с. ISBN 966-02-1784-6.
2. Молчанова Т. О. З історії ансамблевого музикування: монографія. Львів: «Сполом»,  2005. 160 с. ISBN 966-665-334-6
3. Молчанова Т. О. Мистецтво піаніста-концертмейстера: навч. посібник /вид.2-е, доп., перер.. Львів: «Сполом», 2007. 216 с. ISBN 978-966-665-454-3.
4. Молчанова Т. О. Мистецтво  бути «другою» (творчий портрет українського концертмейстера, заслуженої артистки України Я. Матюхи).  Львів: «Сполом»,  2009.  172 с.   ISBN 978-966-665-515-1.
5. Молчанова Т. О. Мала енциклопедія піаніста-концертмейстера, артиста камерного    ансамблю: науковий довідник.   Львів: «Сполом», 2013.  288 с.  ISBN 978-966-665-790-2.
6. Молчанова Т. О. Пианисты-аккомпаниаторы, концертмейстеры, артисты камерного и   фортепианного ансамбля: энциклопедия.  Львов: «Сполом»,  2015.  636 с.: портр.  ISBN 978-966-919-060-4.
7. Молчанова Т. О. Мистецтво піаніста-концертмейстера у культурно-історичному контексті: історія. теорія. практика: монографія. Львів: Ліга-прес, 2015.  558 с., іл., рис.  ISBN 978-966-397-282-7.
8. Молчанова Т. О. Самоосвітня діяльність піаніста-концертмейстера: теоретичний аспект: навчальний посібник. Львів: вид. Т.Тетюк, 2021.  220 с.